# Marie Féret
Pour les articles homonymes, voir Féret.
Marie Féret est une actrice française née le 13 juillet 1995. Elle est la fille du cinéaste René Féret et la sœur des acteurs Julien et Lisa Féret.

## Biographie
Pour ses cinq premiers films, Marie Féret tourne sous la direction de son père, René Féret. Elle a déclaré en 2011 dans une interview :

« Je suis sûre de ne pas vouloir rester actrice quand je serai plus âgée. Pour plusieurs raisons. D’abord c’est un métier très difficile, vous avez tous les jours besoin d’un état de bien-être psychologique, et, comme je connais beaucoup de jeunes acteurs, je réalise combien il est difficile de trouver du travail. »

Elle est membre du collectif 50/50 qui a pour but de promouvoir l’égalité des femmes et des hommes et la diversité dans le cinéma et l’audiovisuel,.

## Filmographie
- 2003 : L’Enfant du pays
- 2006 : Il a suffi que maman s’en aille… : Léa
- 2010 : Nannerl, la sœur de Mozart : Nannerl Mozart
- 2012 : Madame Solario : Natalia Solario, née Ellen Harden
- 2013 : Le Prochain Film : Marie
- 2015 : Anton Tchekhov-1890 de René Féret : l'institutrice à Sakhaline

## Distinctions
- 2011 : nomination au Prix Lumières du meilleur espoir féminin pour Nannerl, la sœur de Mozart
- 2011 : Prix de la meilleure actrice, partagé avec sa sœur Lisa au festival international du film de Las Palmas de Gran Canaria (en) pour Nannerl, la sœur de Mozart